# ГЕС Дон-Сахонг
ГЕС Дон-Сахонг – гідроелектростанція, що споруджується на крайньому півдні Лаосу, за пару кілометрів від кордону з Камбоджею. Знаходячись після ГЕС Xayaburi, становитиме нижній ступінь каскаду в центральній частині найбільшої річки Південно-Східної Азії Меконгу (басейн Південно-Китайського моря). При цьому можливо відзначити, що всього Лаос анонсує будівництво 12 гребель меконзького каскаду.  
Незадовго до кордону з Камбоджею Меконг проходить зону порогів Сіфандон (Siphandone), в якій розділяється на кілька рукавів. В межах проекту ГЕС один з них – Хоу-Сахонг – на завершенні перекриють бетонною греблею висотою 30 метрів та довжиною 110 метрів. Ця споруда з інтегрованим машинним залом не призначатиметься для накопичення ресурсу, а передуючий їй басейн з площею 0,26 км2 матиме регулюючий об’єм лише 1 млн м3. Від греблі вверх по обох берегах протоки (острови Дон-Садам та Дон-Сахонг) протягнуться бетонні та кам’яно-накидні дамби загальною довжиною 7 км з максимальною висотою до 23 метрів.   
Для спрямування у Хоу-Сахонг необхідної кількості води її поглиблять на 3 метри. Крім того, проведуть екскавацію у руслі нижче від греблі, збільшивши тут глибину на 1,5 метри та забезпечивши проходження відпрацьованої води. Це дозволить перепускати через Хоу-Сахонг 50% стоку річки у пік посушливого періоду та 7% під час повені.  
Основне обладнання станції становитимуть чотири бульбові турбіни потужністю по 65 МВт, які працюватимуть при напорі від 13 до 21 метра (в залежності від рівня води у Меконзі). 
Видача продукції відбуватиметься по ЛЕП, розрахованій на роботу під напругою 230 кВ. 
Роботи над проектом розпочались у 2016-му, а його завершення заплановане на 2019 рік.